# 王海丁
王海丁（1985年3月4日—），中国江苏省南京市公安局江宁分局网安大队副大队长，是江宁分局官方新浪微博“江宁公安在线”的运营者，昵称“江宁婆婆”。

## 早年经历
王海丁毕业于中国刑事警察学院警犬专业。毕业后进入汤山镇派出所，后又当了三年交警，2010年调到南京市公安局江宁分局机关，2011年转任网警。

## “江宁婆婆”
因熟悉网络，王海丁被指派负责江宁分局官方微博“江宁公安在线”的运营维护工作，“江宁公安在线”于2011年2月开通。而“江宁婆婆”的昵称源自王海丁与网友的一次互动。曾扮演《七侠五义》中白玉堂的coser“七雪”向“江宁公安在线”咨询有关管制刀具的问题，王海丁于是创作了一条长微博，详细解释了中国大陆管制刀具的相关规定。由于《七侠五义》中白玉堂的干妈名叫“江宁婆婆”，王海丁及“江宁公安在线”也得到了“江宁婆婆”的昵称。起初王海丁并不喜欢“江宁婆婆”这一称呼，因为这样可能会让人误以为王海丁本人是一名女性（也确实有网友认为“江宁公安在线”是一名女性在运营）。但后来王海丁也接受了“江宁婆婆”的昵称，他表示：“这毕竟是大家的一种认可，毕竟把你当很亲的人，才会叫你婆婆。”
起初“江宁公安在线”发言风格一如传统的政务平台，风格严肃、拘谨，缺乏与网友的互动，这也导致了微博被转发、评论的数量未见起色。随后王海丁借鉴了其他政务微博的经验，将“江宁公安在线”定位为“服务型”微博，使用更加贴近年轻网民的风格发布信息。而一条关于派出所的名称的微博成为了转折点。王海丁搜索了“火星派出所”、“山寨派出所”等名称容易引发误会的派出所的照片，并将这些照片发布到微博，吸引了拥有大量微博粉丝的演员姚晨的转发，“江宁公安在线”人气蹿升。王海丁随即推出了一系列的科普贴，以科普、辟谣、传授防范知识为主。
与中国大陆官方的一些“一句话辟谣”不同，王海丁发布的原创辟谣文章会以大量图文及分析进行详细解释，甚至有一次亲自出镜，对“割肾”传言进行辟谣，也因此更令网友信服。除长篇文章外，王海丁也会在微博中解答网友提出的问题。“江宁公安在线”也多次被评为全国“十大政务微博” 。他还提出了警务微博网络问政的“三限工作法”，即各职能单位限定专门的联系人，限定微博问政答复时限，限定微博问政解决时限，此举被认为提升了警务微博服务实效的能力。

## 个人生活
王海丁已婚，并育有两个女儿“跳跳糖”和“棒棒糖” 。